# Owczarek szkocki krótkowłosy
Owczarek szkocki krótkowłosy, collie krótkowłosy – jedna z ras psów należących do psów pasterskich i zaganiających, zaklasyfikowana do sekcji psów pasterskich (owczarskich). Typ wilkowaty. Nie podlega próbom pracy.
Pochodzi od trójkolorowego szczeniaka, który urodził się w 1873 roku. Jego przodkami były greyhoundy. Rasa rzadko występująca poza Wielką Brytanią.
Pies tej rasy powinien mieć takie same wymiary i maść jak owczarek szkocki długowłosy. Jedyną różnicą jest krótka sierść. Jest ona szorstka i podobnie jak u collie długowłosego wyróżnia się trzy barwy:
- śniada – kolor szaty od jasnozłotego do mahoniowego, grzywa biała, oczy brązowe;
- tricolor (czarne) – szata czarna z białą grzywą, podpalane plamy na pysku, klatce piersiowej i brzuchu, oczy brązowe;
- blue-merle – marmurkowy – szata srebrno-niebieska o przenikającym się rysunku, na pysku i łapach występuje podpalanie, oczy niebieskie (dopuszczane tylko u psów tego koloru) lub brązowe.

Collie krótkowłosy żyje przeważnie 12–14 lat.
Collie krótkowłose, wbrew świadczącym o tym pozorom, potrzebują więcej pielęgnacji niż collie długowłose: ich sierść, w przeciwieństwie do tych drugich, nie zbiera się w "kępy", jest więc o wiele trudniej usunąć ją z dywanu, mebli czy odzieży.
Rasa ta w założeniu miała być lepiej przystosowana do zaganiania bydła, podczas gdy owczarek długowłosy specjalizował się w roli psa owczarskiego. W praktyce obie odmiany nie wykazują różnic w temperamencie, czy zachowaniu.